# Absolut Fredag
Absolut Fredag var et tv-underholdningsprogram, der blev sendt i bedste sendetid på DR1 i 1999. Programmet blev sendt om fredagen og havde Reimer Bo og Lene Johansen som værter.
Programmet havde premiere fredag den 27. august 1999 og skulle have kørt i 14 uger, men blev lukket efter 12 udsendelser grundet lave seertal.
Udsendelserne blev sendt direkte fra Studie 3 i TV-Byen i Gladsaxe.
Programmet blev dengang sammenlignet med programmer som Kanal 22 og Lørdagskanalen med Gregers Dirckinck-Holmfeld og Hans-Georg Møller og programmet Focus med Niels-Jørgen Kaiser.
DRs promovering af programmet lød: "Gode, aktuelle historier, pågående interviews, afslørende reportager og professionel, glad underholdning."

## Modtagelse
Den anden udsendelse var på 10.-pladsen over ugens meste sete programmer,
og efter de første ni udsendelser udtalte den daværende chef for DR's chefredaktion, Jørgen Ramskov, at programmet ikke havde nok seere.
Seerne tildelte desuden udsendelserne lave karakterer. De første ni udsendelser havde en gennemsnitskarakter på 3,6 på en skala fra 1 til 5, og DR og TV 2 anså dengang 3,7 som den lavest acceptable karakter.
DRs daværende nyhedsredaktør, Lisbeth Knudsen, kaldte programmet for et "vellykket blandingsprogram", men anerkendte at seernes bedømmelse var for lav.
Programmet blev lukket efter 12 af de 14 planlagte udsendelser.